# 時は金なり

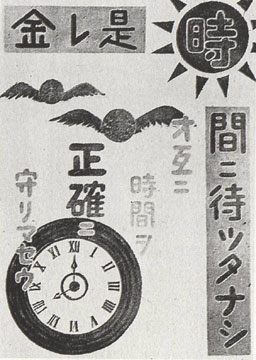
「時是レ金」と書かれた時の記念日のポスター

時は金なり（ときはかねなり、英語: Time is Money）とは、1748年にジョージ・フィッシャーが出版した『The American Instructor: or Young Man's Best Companion』でベンジャミン・フランクリンの言葉として紹介された格言である。フランクリンによるエッセイ『若き商人への手紙』で「時は金なりであることを肝に銘じなさい（英語: Remember that time is money.）」と述べていることに由来する。
時は金なりを肝に銘じなさい。労働によって1日に10シリングを稼ぐことができる人が、その日の半分を戸外に出たり無為に過ごしたりする場合、遊興や怠惰の間に6ペンスを支払ったとしても、実際にはそれだけではなく他に5シリングを使っているか捨てている。—
しかし、このフレーズは、1719年にはホイッグ党系新聞The Free-Thinkerで「彼の妻は『時は金なり…』と彼に教え込んだが無駄であった」と掲載されていることが確認される 
このことわざは、労働に充てた時間に対して支払いを受ける場合、非労働時間を最小限に抑えることによっても、他の追求に費やす金額も最小限に抑えられることを指摘することで、怠惰の金銭的コストを伝えるものである。